# آمتا I
امتا ۱ (بلوک گسترش عوام) (به انگلیسی: Amta I (community development block)) یک منطقهٔ مسکونی در هند است که در Howrah district واقع شده‌است.

## خصوصیات
امتا ۱ ۱۲۳٫۶۵ کیلومترمربع مساحت و ۲۰۰٬۱۴۷ نفر جمعیت دارد.